# 沼本三郎
沼本 三郎（ぬまもと さぶろう、1957年11月1日 - ）は、日本の日本画家。日展会友。

## 来歴
- 1957年 - 愛知県名古屋市に生まれる。
- 1979年 - 武蔵野美術大学日本画学科卒業。
- 現在、日展会友

## 日本画家として
パリやフランスの歴史的建造物を愛し、墨という伝統ある古くからの技法を用いてフランスの建築家への敬意を表現している。武蔵野美術大学日本画科卒業後は、フランス各地をスケッチした。その後、パリの街並みや教会、聖堂のスケッチを元にした墨絵作品を発表した。制作材料として中国の清・明の時代の古墨を使用している。継続的に日展、日春展等に出品している。
長年、パリの下町や、シャルトル、ルーアンなどの風景に存在する光と影、それを取り巻く空気までも墨絵と日本画で表現することを試みている。一般的に、西洋の美と東洋の美は、まるで水と油のように相容れないものと考えられる中、根底ではつながっていると主張している。墨絵が織り成すモノトーンの世界を、モダンで斬新なものと捉えている。また、極めてシンプルに余分なものを取り去る日本画のスタイルは、現代アートにつながる抽象的表現であると考えている。墨絵や日本画の表現方法に関する探求は、東洋の美意識や日本の伝統に裏打ちされており、これらに基づく創作活動を続けている。
個展活動「墨で描くパリの光と影」展は、フランス大使館より何度も後援されており、フランスとの関係が深いといえる。支援者には、元フランス大統領のジャック・シラクをはじめ歴代在日フランス大使が挙げられる。

## 作風
墨色や日本画の画材の持つ伝統的な美しさと、モダンでお洒落な感覚を併せ持つことが特長である。
「余白の美」、すなわち、絵の中に何も描かれてない部分を利用した表現を重視している。例えば、絵の中に、白い紙のままであったり、たとえ絵の具が塗ってあっても具体的な物の色や形を示すものではない部分を残している。これは他の絵画にあまり例のない、日本画、水墨画の表現の一つである。あえて空白を残すことで、その何も描かれていない部分は、鑑者に想像の余地を与える。これにより、見る度に異なる解釈が得られ、新鮮な印象を与えることを狙っている。
また、下描きをせずじかに墨で描くことにこだわり抜いている。墨の滲みは不規則であり予想することが困難であるが、それを表現として利用している。そのため、号数が変則的である点も特徴的である。当然、墨は一度描いた部分を消すことができない。気に入らなければ最初から描き直しとなり、紙の無駄がでる。宣紙（画仙紙）に鉛筆などでの下描きはせず、いきなり墨で描き始め、描き終えてから絵の周りをカットする。そこでやっと作品の大きさが決まる。よって、必然的に作品の号数が変則的となる。
代表作は、『ノートルダム寺院』（2004年）、『オペラ座』（2021年）等。『ノートルダム寺院』では、あえてノートルダム寺院正面の中心部分のみを描いている。ノートルダム寺院に限らずゴシック建築は幾何学的に構成されて直線やアーチの組み合わせにその特徴がある。氏は、幾何学模様を定規を使わず、すべてフリーハンドで描いている。石造りの重厚な聖堂の直線的な幾何学模様の中で、余白の美と墨の滲みを利用することで、ノートルダム寺院の大きさや尖塔の向こうに見える空を感じさせることを狙っている。墨は乾隆年製の油煙を用い、油煙特有のやわらかいセピアトーンを用いている。